# Belmonte (Portugal)

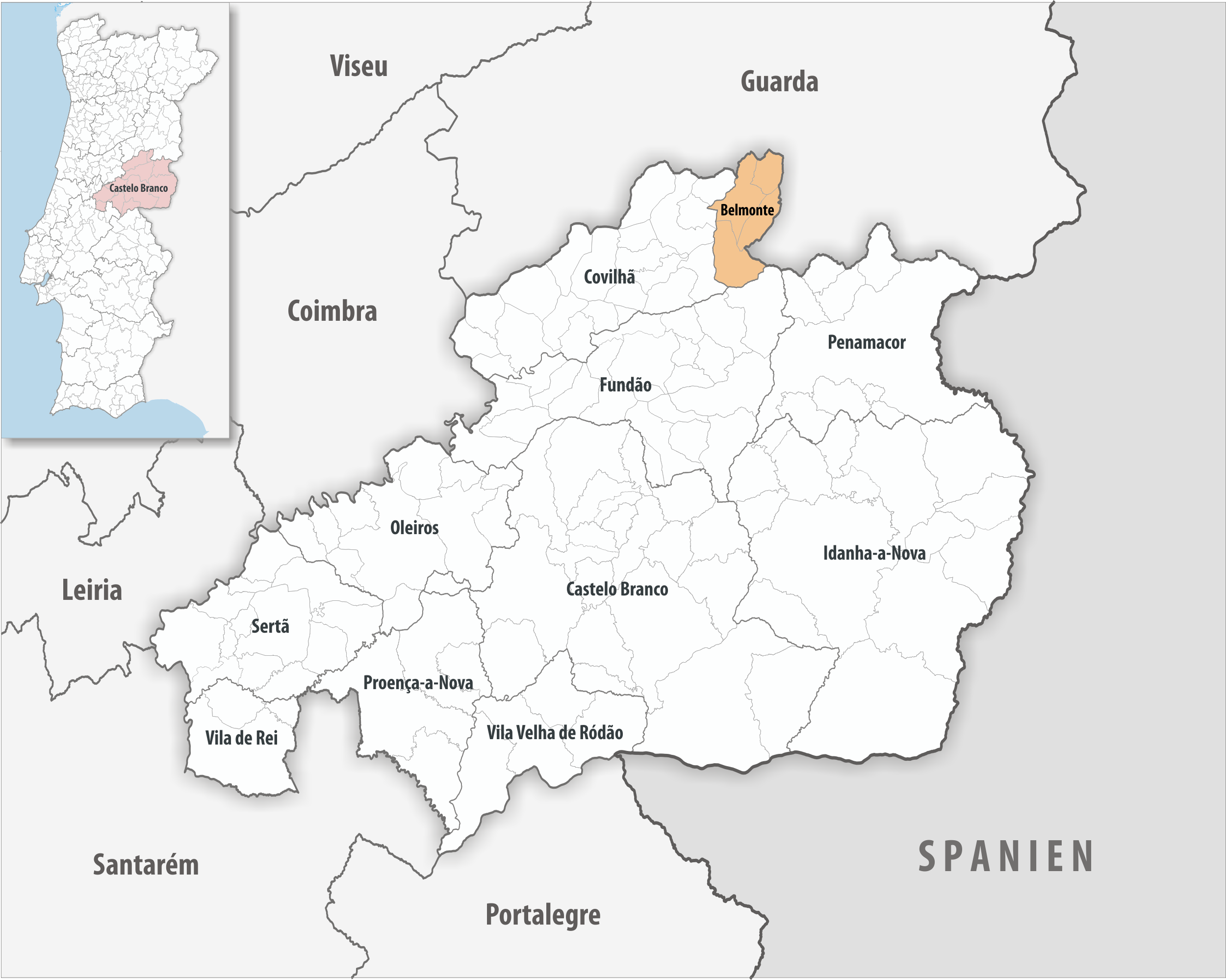
Kreis Belmonte

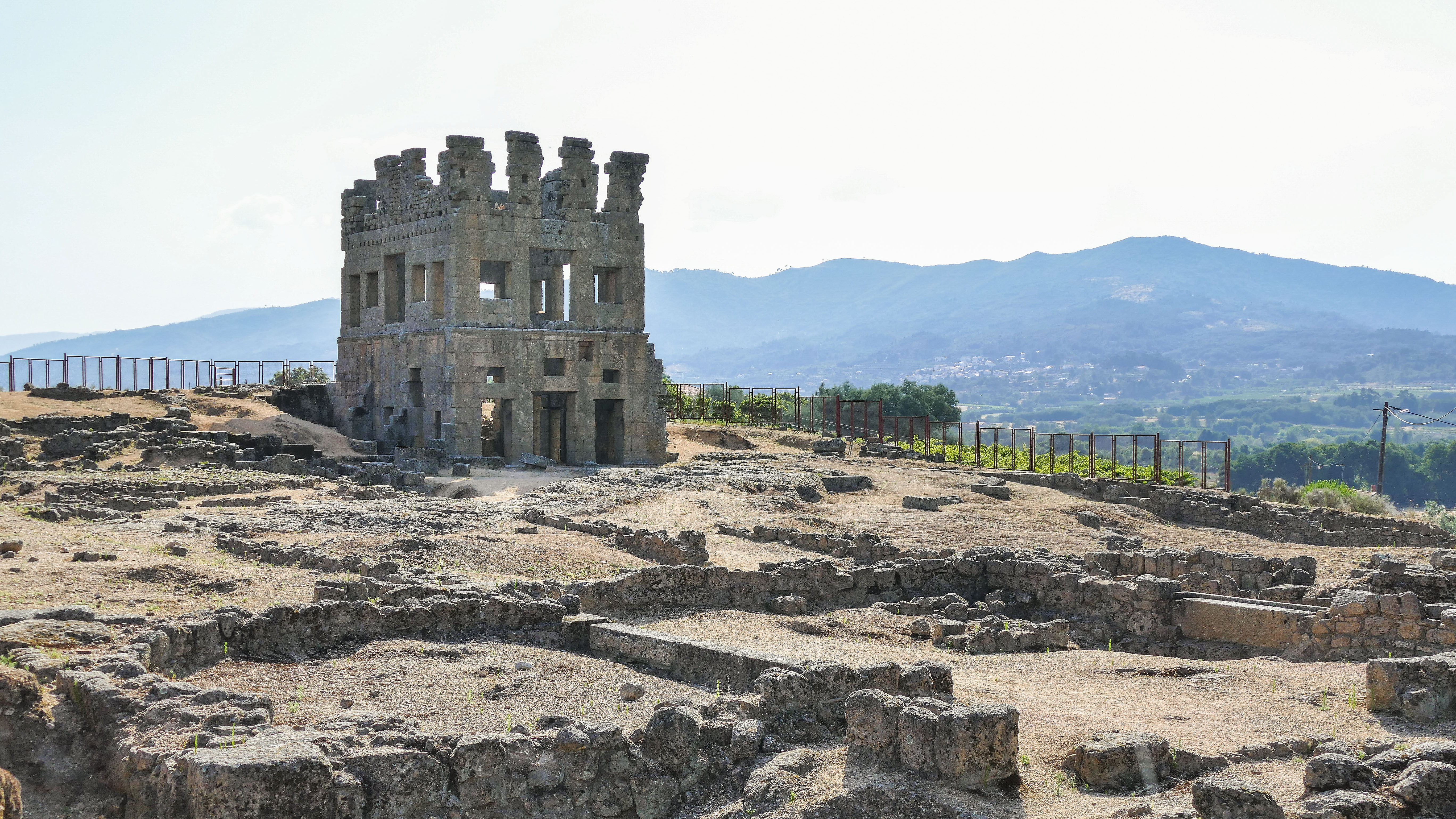
Ruine der Villa Centum Cellas

Belmonte ist eine Kleinstadt (Vila) und ein Kreis (Concelho) in Portugal. Es ist Hauptort der Rede de Judiarias, der Route der portugiesischen Judenviertel, und gehört zu den zwölf historischen Dörfern, den Aldeias Históricas de Portugal.

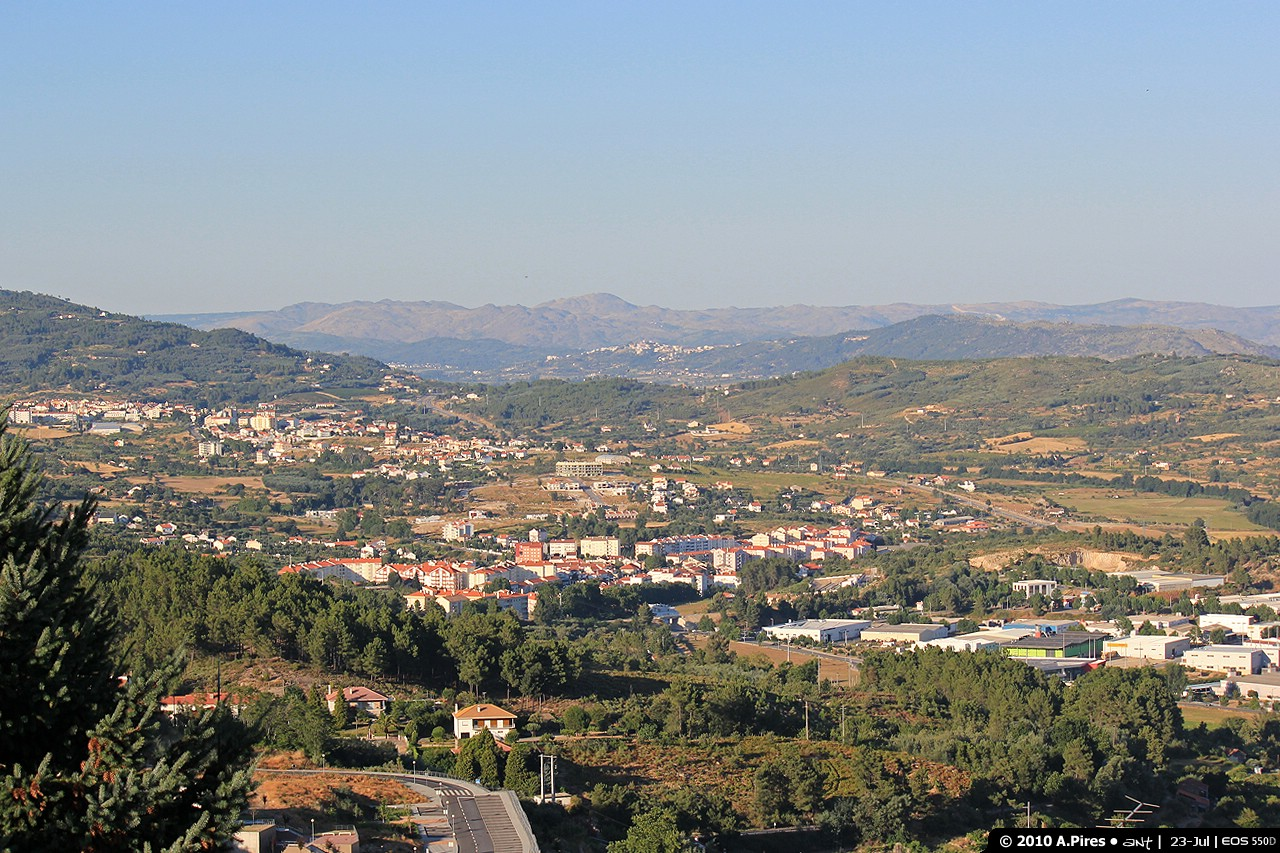
Blick auf Belmonte und Umgebung

Am 29. September 2013 wurden die Gemeinden Belmonte und Colmeal da Torre zur neuen Gemeinde União das Freguesias de Belmonte e Colmeal da Torre zusammengeschlossen. Belmonte ist Sitz dieser neu gebildeten Gemeinde.

## Geografie
Im Berggebiet unterhalb des Naturparks der Serra da Estrela auf einer Höhe von 620 m gelegen, ist Belmonte etwa 25 km südlich von Guarda entfernt. Es liegt etwa 60 km nördlich der Distrikthauptstadt Castelo Branco.

## Geschichte

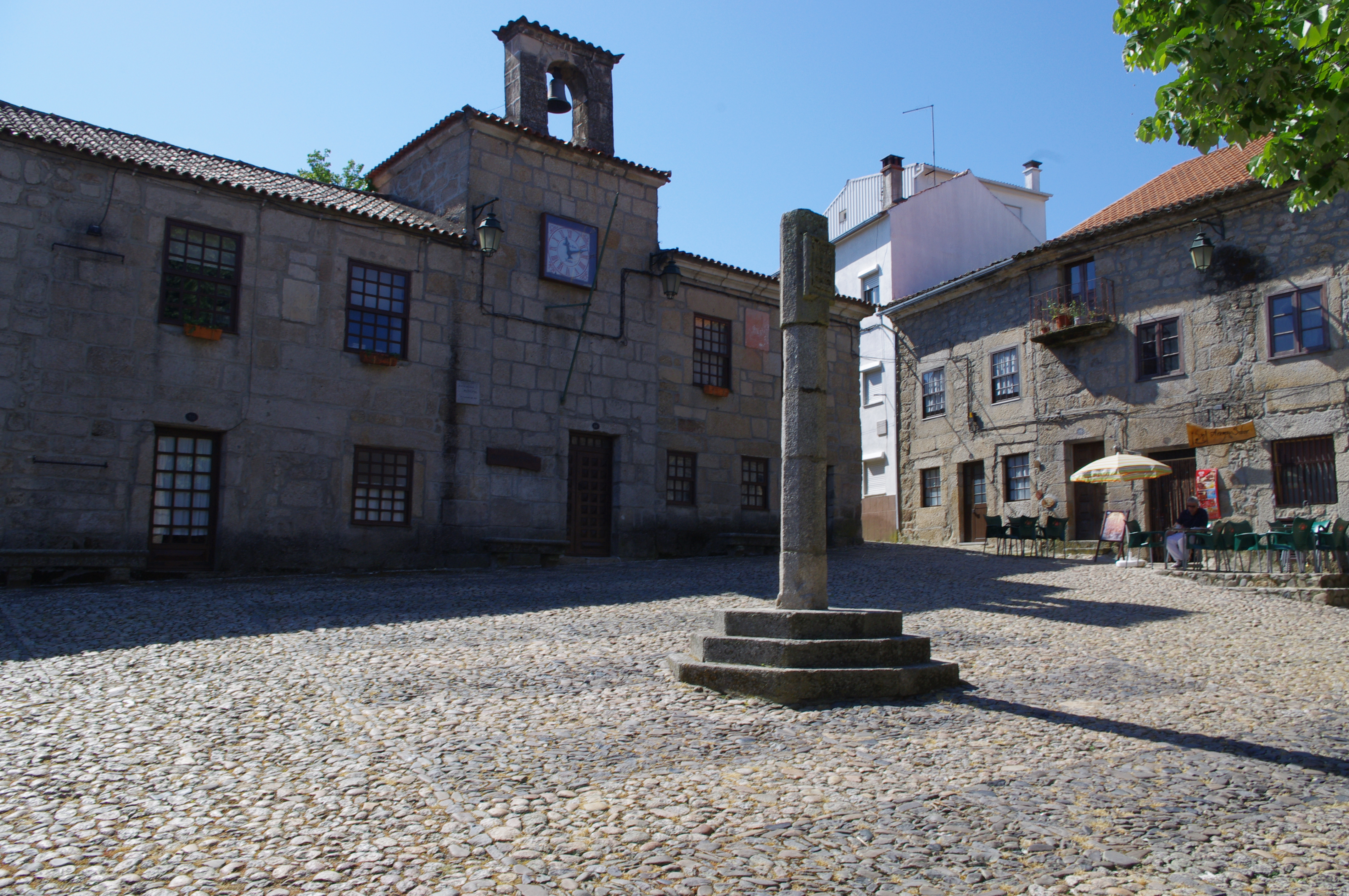
Historisches Rathaus von Belmonte

Belmonte bekam das Stadtrecht im Jahre 1199 durch den zweiten König von Portugal Sancho I., den Besiedler („o povoador“). In dem kleinen Dorf ist eine Burg, die über Jahrhunderte im Besitz der Familie Cabral war – siehe auch das Stadtwappen. Aus dieser Familie stammen Gonçalo Velho Cabral und Admiral Pedro Álvares Cabral (1467–1526), der um das Jahr 1500 mit seiner Flotte einen unbekannten Landstrich für den portugiesischen König in Besitz nahm – das spätere Brasilien. In einer kleinen Kapelle nahe der Burg befindet sich heute ein Grabdenkmal für Pedro Álvares Cabral.

### Zeitalter der Entdeckungen
Belmonte, Viseu und Covilhã, eine Region um die Serra da Estrela, sind, obwohl im Inneren Portugals, stark mit Portugals Zeitalter der Entdeckungen verbunden:
- Heinrich der Seefahrer, sein erster Adelstitel war „O Senhor da Covilhã“ (Herr von Covilhã);
- Pedro Álvares Cabral, geboren in Belmonte, Brasilien-„Entdecker“ und erster Seefahrer, der in einer Reise vier Kontinente ansteuerte: Amerika, Afrika, Asien und Europa;
- Gil Eanes der Kap-Bojador-Bezwinger, erhielt für seine Dienste den Titel „Fronteiro Mor da Beira“ – und damit die Kontrolle über die ganze „Serra da Estrela Region“;
- Pêro da Covilhã (geboren 1450 in Covilhã, gestorben 1530 in Äthiopien); der Indienfahrer bereitete die Reise von Vasco da Gama auf dem Landweg vor; er hatte 1487 von König João II. den Auftrag erhalten, die arabischen Handelsplätze am Indischen Ozean zu erkunden und erreichte als erster Portugiese Calicut in Indien;
- Meister José Vizinho Arzt, Astronom und Seefahrer, Jude aus der großen Gemeinde Covilhãs, Schüler von Abraão Zacuto dem sephardischen Astronomen und Arzt von König Dom João II. José Vizinho bereiste mehrfach die Küsten Afrikas bis zum Äquator, 1485 wurde er durch den König zu den Küsten Guineas gesandt, um nautische Methoden für das Segeln jenseits des Äquators zu entwickeln; er entwickelte mit Martin Behaim und Meister Rodrigo ein Astrolabium aus Holz. José Vizinho war mit Kolumbus befreundet, der auch mit seinem Lehrer Zacuto in Verbindung stand;
- Meister Rui Faleiro (geboren 1544 in Covilhã), portugiesischer Astronom, war für die wissenschaftliche und organisatorische Vorbereitung der Reise Fernão de Magalhães zu den Molukken (den Gewürzinseln) zuständig. Die Reise mündete in die erste Weltumsegelung;
- Francisco Faleiro, Bruder von Rui Faleiro, hat maßgebliche Fortschritte in der Bestimmung der Geographischen Länge und Breite erarbeitet – „tratado da agulha de marear“, 1514 und „tratado del esphera y del arte del marear“, 1535.

### Jüdische Geschichte Belmontes

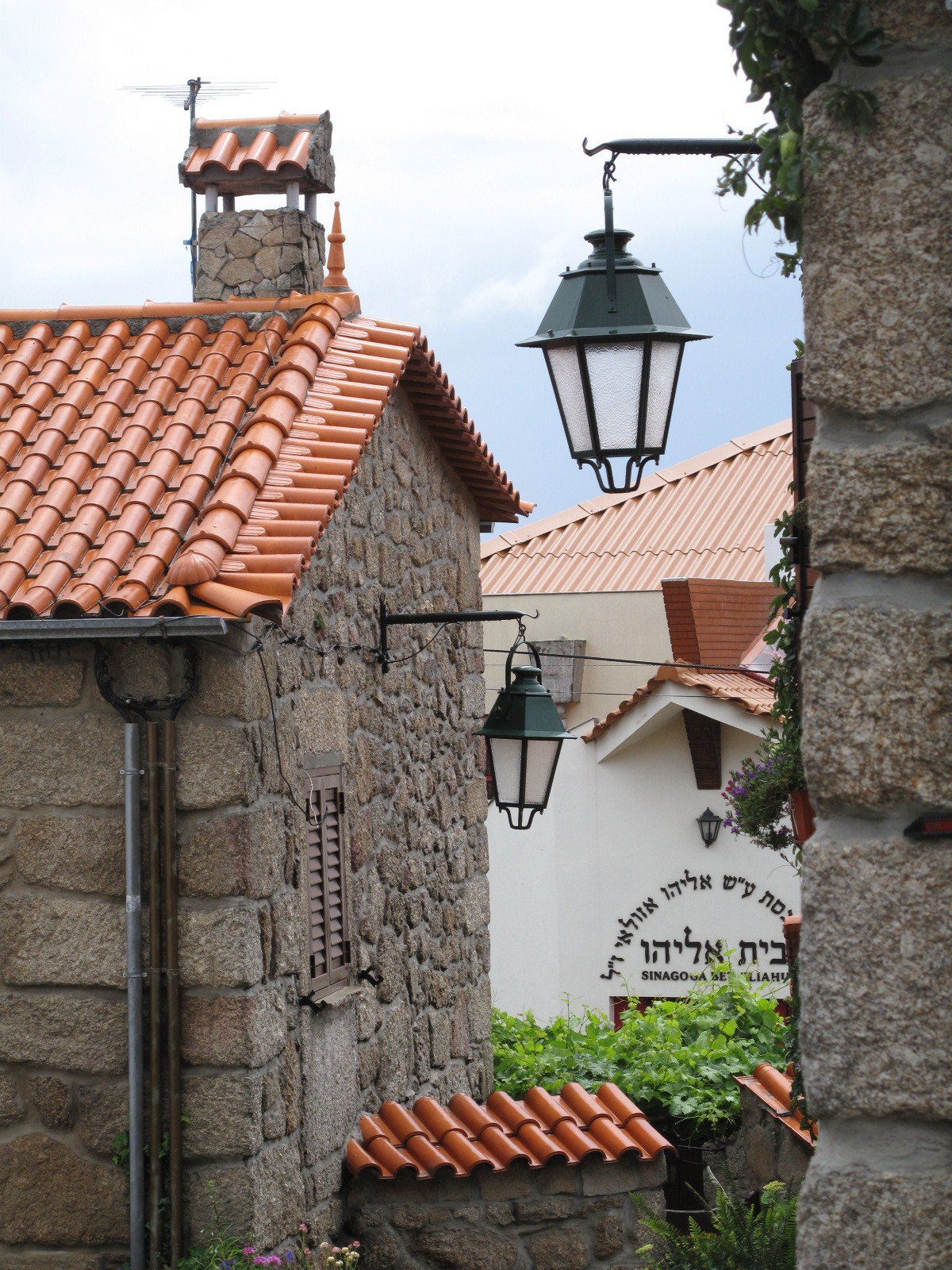
Synagoge von Belmonte im historischen Ortskern

Schon vor der Vertreibung der Juden aus Spanien 1492 durch die katholischen Könige siedelten sich viele Juden in den Grenzregionen im Norden Portugals an (Beira). Auf portugiesisch-sephardische Juden gingen entscheidende Fortschritte in der Astronomie, Kartografie, Kosmografie und Mathematik zurück. Sie ermöglichten so erst die großen portugiesischen Entdeckungen des 15. und 16. Jahrhunderts. Von ihrem Wissen profitierten dann die Projekte von Heinrich dem Seefahrer, dem Herzog von Viseu, der Herr von Covilhã war. In Belmonte, Covilhã, Guarda, Trancoso und anderen Dörfern Nord-Portugals blühten die Gemeinschaften der portugiesischen Juden auf, sie hatten eine bedeutende Rolle und trugen entscheidend zur Entwicklung des Handels und der Wollindustrie der Serra da Estrela bei.
In Belmonte hat sich bis heute eine der letzten kryptojüdischen Gemeinschaften der Iberischen Halbinsel erhalten – Juden, die während der Inquisition gewaltsam christianisiert wurden und dann im Verborgenen Teile ihres alten Glaubens weiter lebten. Seit 1989 ist die Gemeinde offiziell anerkannt.
Am 4. Dezember 1996 schließlich wurde die moderne Synagoge Bet Eliahu, gestiftet von reichen marokkanischen und nordamerikanischen Juden, in Belmonte eingeweiht. Seit 2005 steht im Ort zudem mit dem Museu Judaico de Belmonte das bedeutendste jüdische Museum Portugals Besuchern offen.
Am 17. März 2011 gründete sich die Rede de Judiarias de Portugal - Rotas de Sefarad, eine Vereinigung von Orten historischer jüdischer Gemeinden in Portugal, deren bedeutendster Ort Belmonte ist. Ziel ist der Erhalt der Gebäude, der Gegenstände und des Wissens um die jüdischen und kryptojüdischen Traditionen und ein gemeinsames touristisches Angebot, um sie kennenzulernen.

## Sehenswürdigkeiten
- Burg von Belmonte

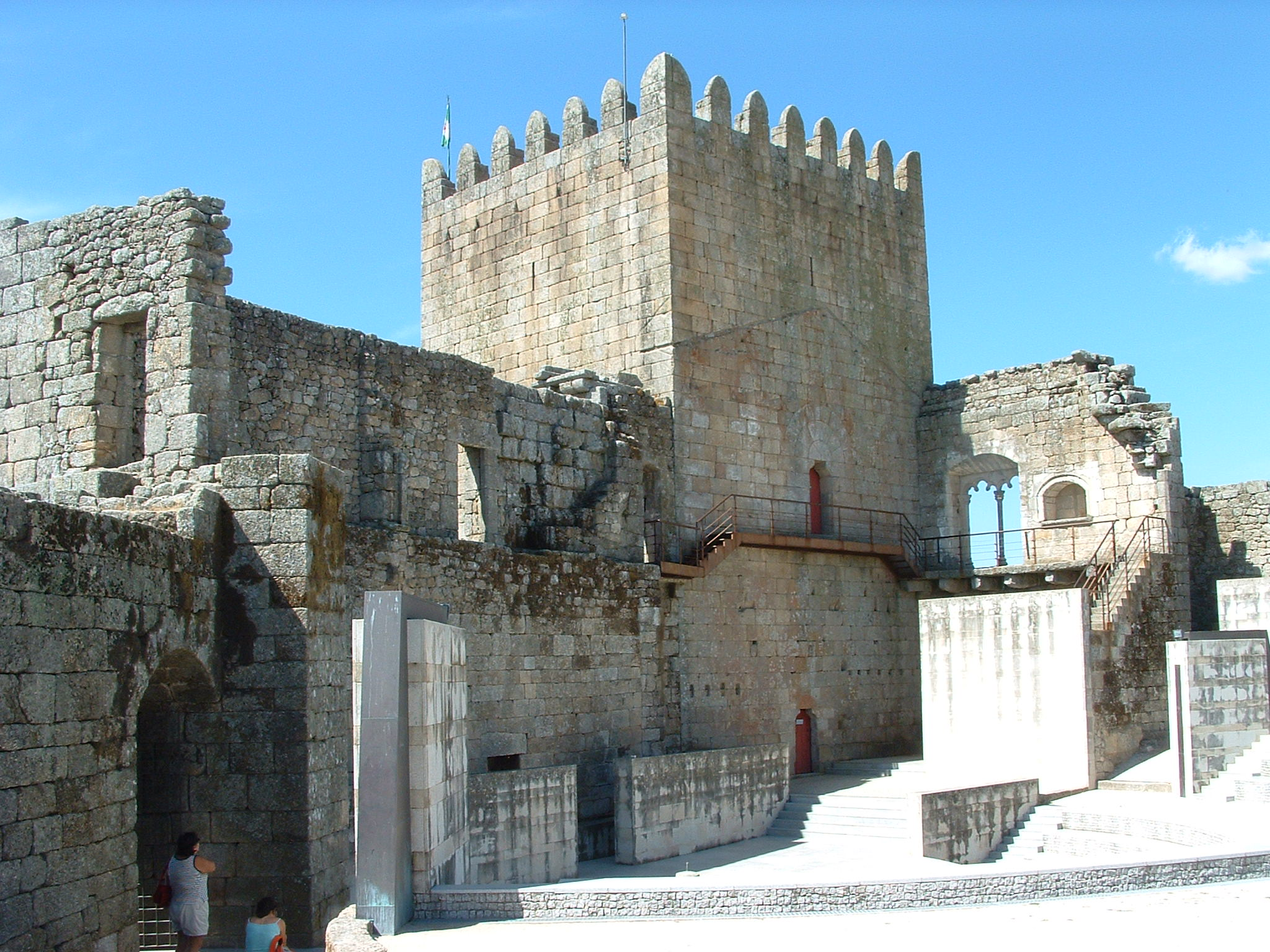
Burg von Belmonte

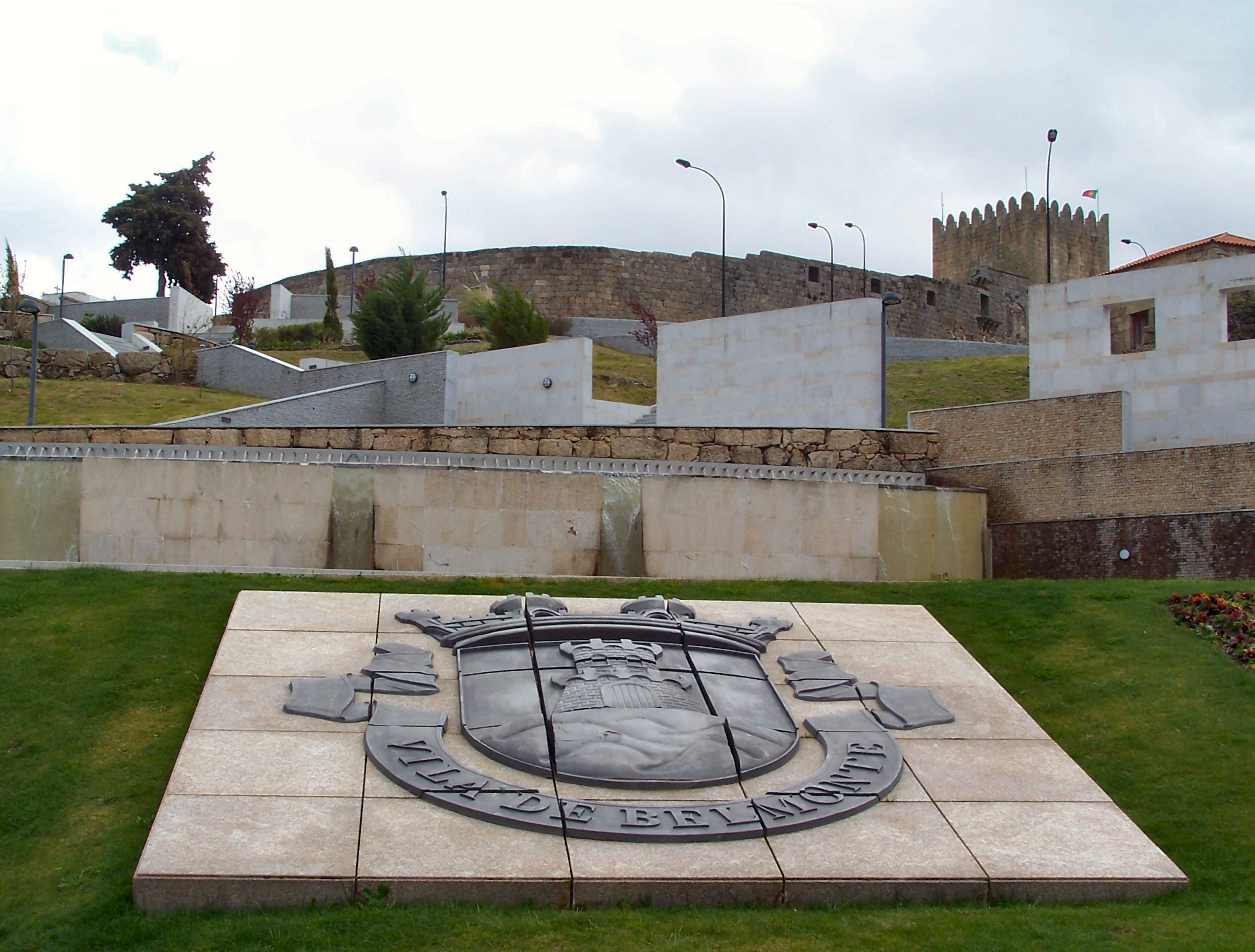
Stadtwappen der Vila de Belmonte unterhalb der Burg

- Villa Centum Cellas (ca. 1,5 km Richtung Guarda von der Stadt entfernt), die Ruine eines 22 Meter hohen, römischen Turmes, die dem Zinn-Händler „Lucius Caecilius“ in „Centum Cellae“ (heute Colmeal da Torre) als Wohnsitz diente und auch als Torre de São Cornélio bekannt ist.
- Pousada von Belmonte, im historischen Convento (Kloster) von Belmonte
- Das Jüdische Museum in Belmonte, eröffnet am 17. April 2005, 2017 nach Renovierung wiedereröffnet[10]
- Die Neue Synagoge „Bet Eliahu“.
- Die romanisch-gotische „Capela de Santiago“.

## Verwaltung

### Kreis Belmonte
Belmonte ist Sitz eines gleichnamigen Kreises. Die Nachbarkreise sind (im Uhrzeigersinn im Norden beginnend): Guarda, Sabugal, Fundão sowie Covilhã.
Mit der Gebietsreform im September 2013 wurden die Gemeinden (Freguesias) Belmonte und Colmeal da Torre zur neuen Gemeinde União das Freguesias de Belmonte e Colmeal da Torre zusammengefasst. Der Kreis besteht seither aus den folgenden vier Gemeinden.
| Gemeinde                    | Einwohner (2021) | Fläche km² | Dichte Einw./km² | LAU- Code |
| --------------------------- | ---------------- | ---------- | ---------------- | --------- |
| Belmonte e Colmeal da Torre | 3.543            | 38,32      | 92               | 050106    |
| Caria                       | 1.744            | 39,03      | 45               | 050102    |
| Inguias                     | 606              | 23,20      | 26               | 050104    |
| Maçainhas                   | 312              | 18,21      | 17               | 050105    |
| Kreis Belmonte (Portugal)   | 6.205            | 118,76     | 52               | 0501      |

### Bevölkerungsentwicklung
| Einwohnerzahl im Kreis Belmonte (1801–2011) | Einwohnerzahl im Kreis Belmonte (1801–2011) | Einwohnerzahl im Kreis Belmonte (1801–2011) | Einwohnerzahl im Kreis Belmonte (1801–2011) | Einwohnerzahl im Kreis Belmonte (1801–2011) | Einwohnerzahl im Kreis Belmonte (1801–2011) | Einwohnerzahl im Kreis Belmonte (1801–2011) | Einwohnerzahl im Kreis Belmonte (1801–2011) | Einwohnerzahl im Kreis Belmonte (1801–2011) | Einwohnerzahl im Kreis Belmonte (1801–2011) |
| ------------------------------------------- | ------------------------------------------- | ------------------------------------------- | ------------------------------------------- | ------------------------------------------- | ------------------------------------------- | ------------------------------------------- | ------------------------------------------- | ------------------------------------------- | ------------------------------------------- |
| 1801                                        | 1849                                        | 1900                                        | 1930                                        | 1960                                        | 1981                                        | 1991                                        | 2001                                        | 2011                                        |                                             |
| 2946                                        | 3969                                        | 6573                                        | 8190                                        | 9109                                        | 6765                                        | 7411                                        | 7592                                        | 6805                                        |                                             |

### Kommunaler Feiertag
- 26. April

### Partnerstädte
- Frankreich: La Mézière, im Département Ille-et-Vilaine (seit 1988)
- Israel: Rosch Pina (seit 1996)
- Kap Verde: Espargos
- Brasilien: Santa Cruz Cabrália (seit 1999)
- Brasilien: Belmonte (seit 1999)
- Brasilien: São Vicente (seit 2000)
- Brasilien: Porto Seguro
- Brasilien: Ouro Preto (seit 2015)[12]

## Verkehr
Belmonte liegt an der Autobahn A23 und ist mit seinem etwas außerhalb gelegenen Bahnhof ein Haltepunkt der Linha da Beira Baixa.
Der Ort ist in das landesweite Fernbusnetz der Rede Expressos eingebunden.